# Salinella
Salinella é um gênero duvidoso de organismo unicelular, sendo o único gênero que constituiu o filo Monoblastozoa do reino Animalia. Uma única espécie foi descrita, S. salvae, encontrada em 1892 junto a algumas amostras de sal das salinas de Córdova, Argentina. Existem sérios problemas com a exatidão da descrição original, e a verdadeira natureza desses animais, incluído sua própria existência, permanece sendo algo elusivo.

## Descrição
Frenzel descreve um animal cujo revestimento consiste em uma única camada de células, com duas aberturas, que funcionam como uma boca e um ânus. O material ingerido que não é digerido seria levado internamente ao ânus por meio da movimentação de cílios. A movimentação se daria por deslizamento ciliar.
A reprodução do animal, segundo Frenzel, se dá por fissão do corpo, apesar de existirem suspeitas de que ocorra reprodução sexuada.